# NGC 424

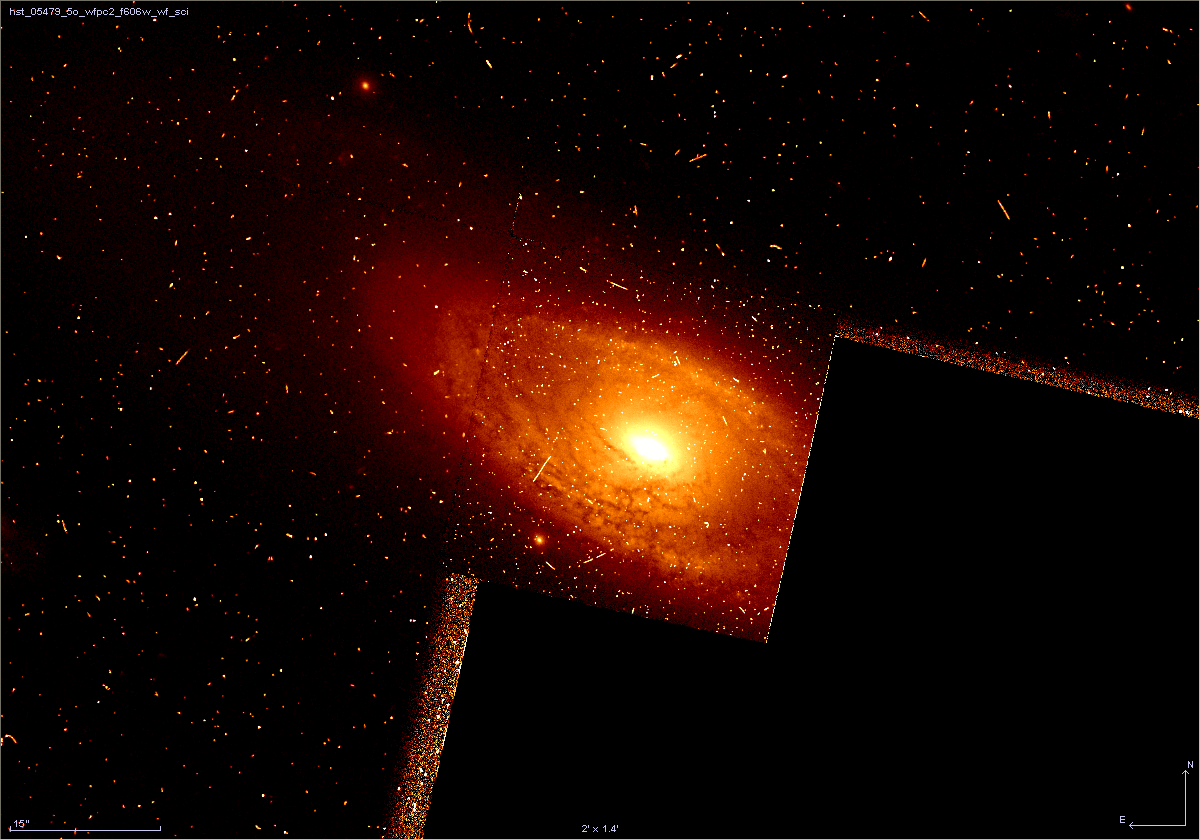
NGC 424 (Telescopul spațial Hubble)

NGC 424 este o galaxie lenticulară, posibil spirală, situată în constelația Sculptorul. A fost descoperită în 30 noiembrie 1837 de către John Herschel.